# Tadeusz Sygietyński

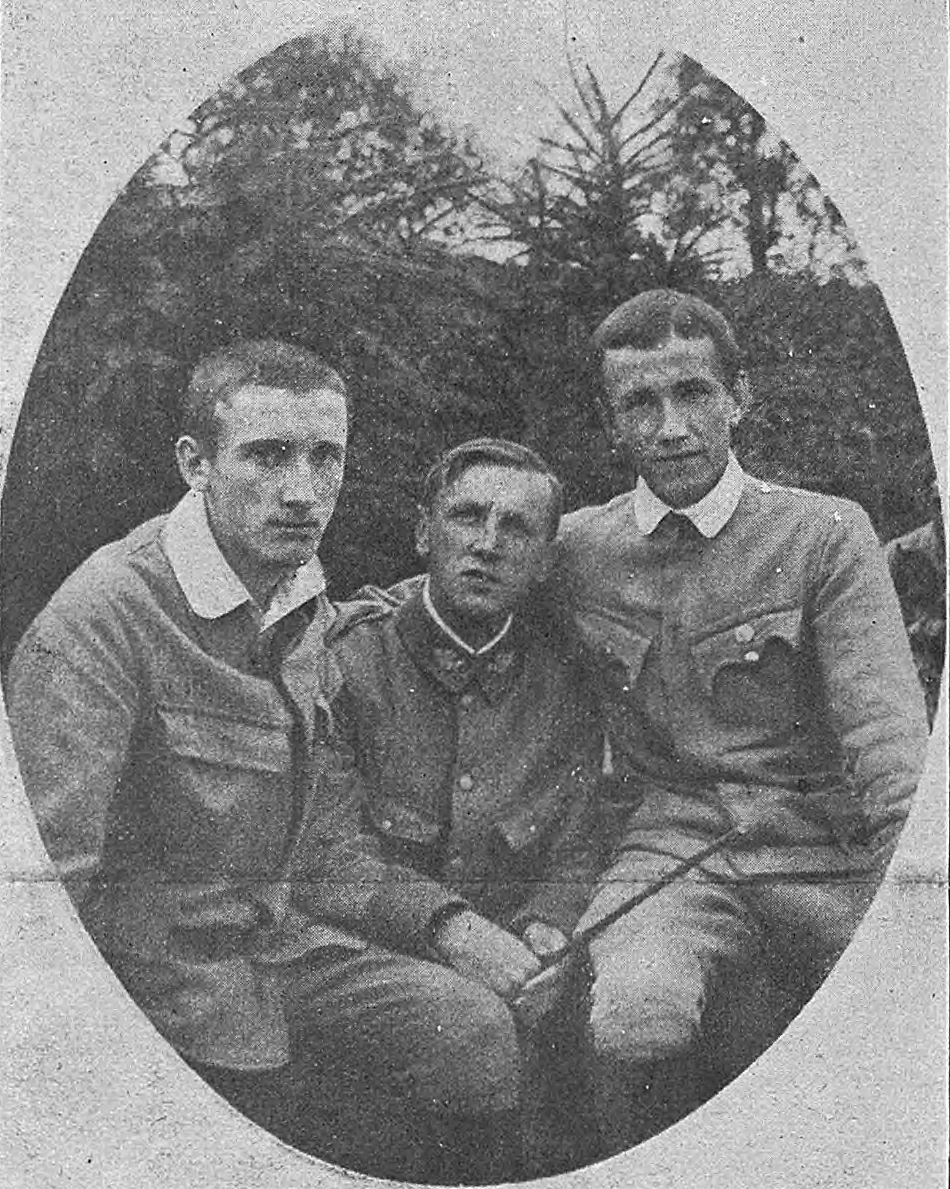
Pianiści – żołnierze Legionów w 1915, od lewej: Tadeusz Sygietyński, Adam Noworyta, Michał Opatko

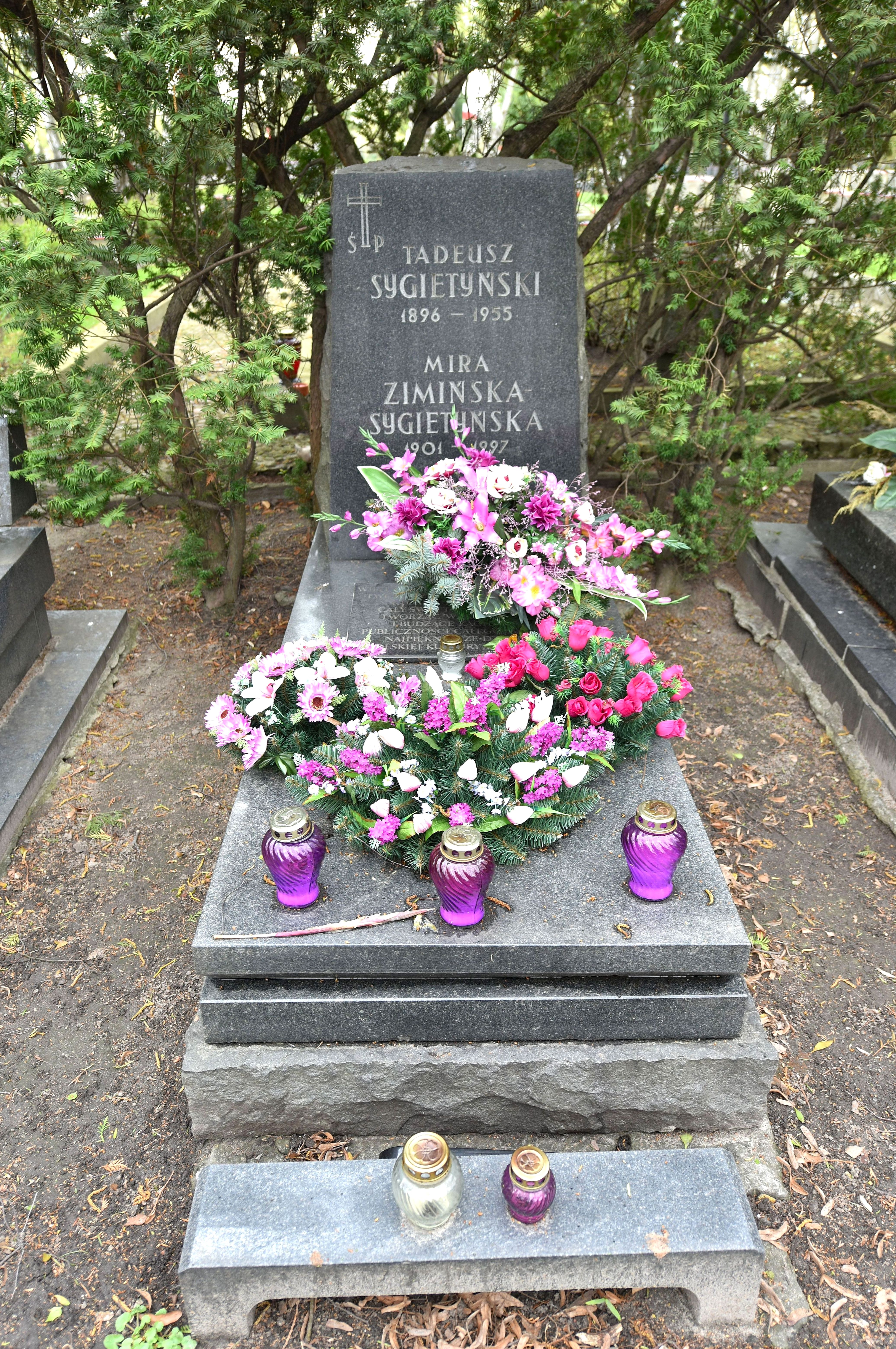
Grób Tadeusza i Miry Sygietyńskich na cmentarzu Wojskowym na Powązkach w Warszawie

Tadeusz Sygietyński (ur. 24 września 1896 w Warszawie, zm. 19 maja 1955 tamże) – polski kompozytor i dyrygent, pedagog muzyczny, założyciel Państwowego Zespołu Ludowego Pieśni i Tańca „Mazowsze” (1948).

## Życiorys
Urodził się w rodzinie Antoniego, krytyka literackiego i powieściopisarza, i Heleny z Golińskich (1871–1958), działaczki niepodległościowej, 2 sierpnia 1931 odznaczonej Krzyżem Niepodległości. Jego dziadkiem był Leon Sygietyński –  tłumacz, literat i dziennikarz. Był drugim mężem Miry Zimińskiej-Sygietyńskiej. 
Komponować zaczął mając 11 lat. W wieku 14 lat był już korepetytorem rytmiki w konserwatorium i baletu w Operze Lwowskiej, studiując jednocześnie teorię i kompozycję w konserwatorium Galicyjskiego Towarzystwa Muzycznego we Lwowie.
W 1911 wrócił do Warszawy, gdzie w Instytucie Muzycznym pobierał nauki u Henryka Melcera i Zygmunta Noskowskiego. W 1913 zamieszkał w Lipsku, gdzie zdał maturę i rozpoczął studia medyczne. Jednocześnie studiował w Konserwatorium Lipskim pod kierunkiem Maxa Regera, Hugo Riemanna i Stefana Krehla. Po wybuchu I wojny światowej wyjechał do Wiednia, gdzie kształcił się dorywczo z pomocą Arnolda Schönberga.
W grudniu 1914 zaciągnął się do II Brygady Legionów Polskich w Wiedniu. 31 stycznia 1917 roku zbiegł z 2 baterii 1 Pułku Artylerii. 13 marca 1917 roku Sąd Polowy Legionów Polskich w Lublinie wdrożył przeciwko niemu dochodzenie o zbrodnię dezercji sygn. akt K 376/17. W lipcu 1917 wrócił do Warszawy, gdzie aresztowano go za dezercję i zwolniono rok później. Od stycznia 1919 służył w Wojsku Polskim. Za krytykę celów wojennych został wysłany na front sowiecki. Po zakończeniu wojny polsko-sowieckiej został w Warszawie kierownikiem teatrzyku „Miraż”.
Od 1921 należał do Związku Zawodowego Muzyków. W latach dwudziestych pracował z operami w Wiedniu, Grazu, Zagrzebiu i Lublanie. W tym czasie zorganizował również filharmonię w Dubrowniku. Po powrocie do Warszawy w 1926 poświęcił się głównie twórczości na potrzeby teatru. Był kierownikiem muzycznym, dyrygentem i kompozytorem m.in. kabaretów: „Qui Pro Quo”, Wesoły Wieczór, Teatru Rozmaitości, Teatru Letniego, Ali-Baby. Był też dyrygentem teatralnym we Lwowie, Krakowie, Łodzi i Warszawie, aktorem w Teatrze Polskim, konferansjerem. Od 1933 zaczął długoletnią współpracę z Polskim Radiem – jako reżyser muzyczny i autor popularnych słuchowisk.
W czasie II wojny światowej komponował i akompaniował Mirze Zimińskiej podczas jej koncertów. Wówczas też zrodził się pomysł założenia zespołu ludowego. Nieprzerwanie przygotowywał się do tego projektu, gromadząc i opracowując pieśni i przyśpiewki ludowe.
W 1948 założył „Mazowsze”, które stało się jego twórczym i artystycznym spełnieniem. Skomponował piosenki ludowe, 20 tańców ludowych (najbardziej znane to: „Trzy tańce polskie na orkiestrę” i „Oberek na orkiestrę”), 28 piosenek estradowych, operę-balet „Karczma na rozdrożu”, „Szkice mazowieckie” i koncert fortepianowy „Capriccio”. Najbardziej znane utwory „Mazowsza” opracowane przez niego to: „Kukułeczka”, „Polonez warszawski”, „Warszawski dzień”, „Ej przeleciał ptaszek”.
Zmarł w Warszawie w wyniku choroby nowotworowej płuc. Jest pochowany wraz z żoną w Alei Zasłużonych na cmentarzu Wojskowym na Powązkach (kwatera A24-tuje-11).

## Ordery i odznaczenia
- Krzyż Wielki Orderu Odrodzenia Polski (1955)
- Order Sztandaru Pracy I klasy (28 kwietnia 1955)[8]
- Order Sztandaru Pracy II klasy (31 stycznia 1953)[9]
- Krzyż Komandorski Orderu Odrodzenia Polski (20 lipca 1954)[10]
- Krzyż Niepodległości (27 czerwca 1938)[11][1]
- Krzyż Oficerski Orderu Odrodzenia Polski (7 kwietnia 1951)[12]
- Medal 10-lecia Polski Ludowej (19 stycznia 1955)[13]

## Nagrody
- Nagroda Państwowa I stopnia (zespołowa) za wybitne osiągnięcia twórcze w dziedzinie polskiego tańca ludowego i polskiej pieśni ludowej (1951)

## Upamiętnienie
Tablica pamiątkowa odsłonięta w 1961 roku na budynku przy ul. Krakowskie Przedmieście 67 w Warszawie.
Tadeusz Sygietyński jest patronem miejskiego Domu Kultury w Opocznie oraz Szkoły Podstawowej w Bukowcu Opoczyńskim. Przy Domu Kultury w Opocznie znajduje się też pomnik Tadeusza Sygietyńskiego.